# راشومون (قصة قصيرة)

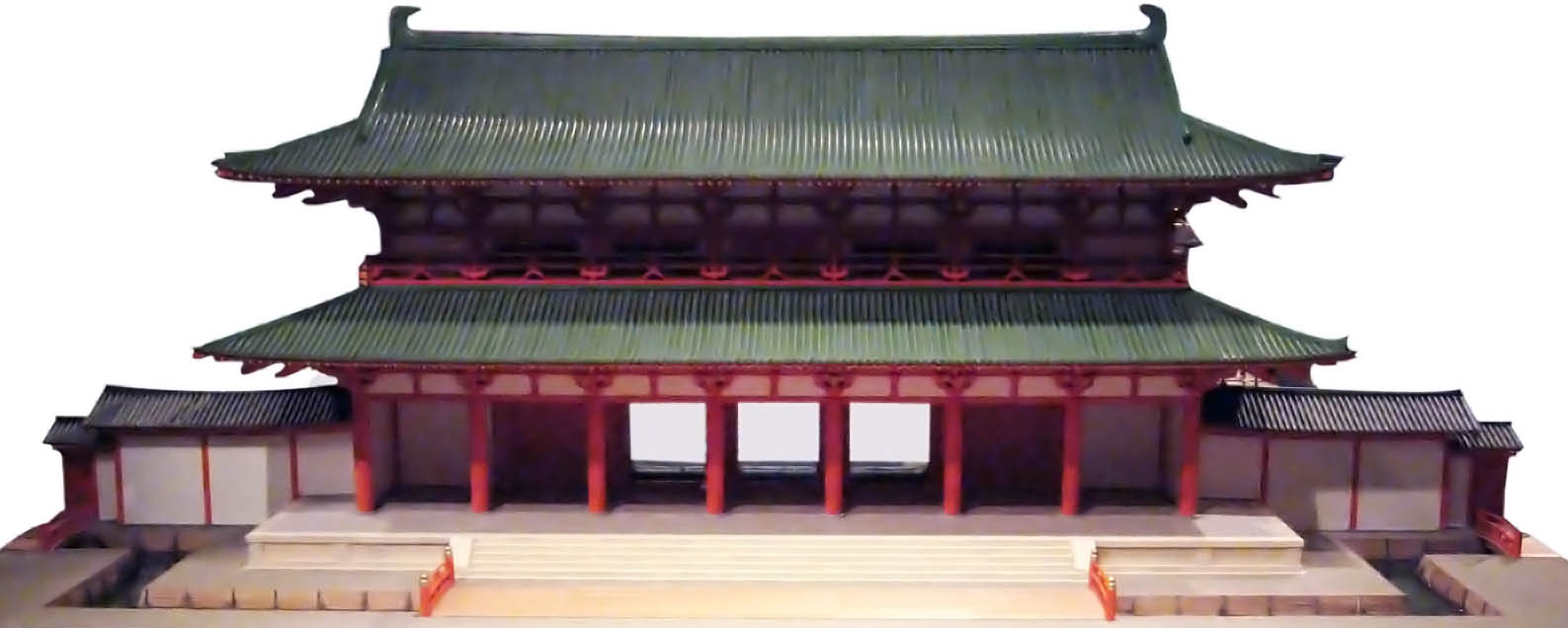
نموذج لبوابة راشومون في متحف كيوتو

راشومون (باليابانية: 羅生門) قصة قصيرة من تأليف ريونوسكي أكوتاغاوا مقتبسة من كونجاكو مونوغاتاري.
نشرت القصة لأول مرة عام 1915 في مجلة ادبية يابانية. استخدم المخرج أكيرا كوروساوا اسم الرواية فقط في فيلم «راشومون»، والقصة اخذها من «في غابة».